# Batalha de Cambrai (1918)
A Batalha de Cambrai, ou, na sua forma portuguesa, de Cambraia, foi um combate entre as tropas britânicas e do Império Alemão durante a Ofensiva dos Cem Dias na Primeira Guerra Mundial.

## Visão geral
A batalha aconteceu dentro e fora da cidade francesa de Cambrai, entre os dias 8 e 10 de outubro de 1918. A batalha incorporou várias novas táticas para 1918, em particular o uso de tanques nas ofensivas, que resultou em poucas baixas e avanços rápidos sobre o inimigo.
Havia três linhas alemãs, medindo cerca de 7.000 jardas (6.400 m); detida pelas divisões 20ª Landwehr e 54ª Reserva, apoiada por não mais que 150 armas. A fraca defesa deveu-se à ofensiva geral Aliada na Frente Ocidental e, especificamente neste setor, à rápida abordagem do Corpo Canadense, que havia subjugado defesas muito mais fortes nos dias anteriores. Os defensores alemães não estavam preparados para o bombardeio de 324 tanques, apoiados de perto pela infantaria e aeronaves.